# Francisco Ximénez
Fra Francisco Ximénez OP (1666, Écija, Espanya - Guatemala, 1722) fou un frare dominic espanyol reconegut per la seva conservació del Popol Vuh. El seu text, conservat en columnes paral·leles en quitxé i en castellà, fou considerat com un llibre sagrat dels maies quan va ser descobert. Tanmateix, algunes investigacions posteriors han demostrat que Ximénez va modificar la traducció d'alguns textos per facilitar la introducció de la doctrina cristiana entre els indígenes de Guatemala.

## Biografia
Francisco Ximénez va arribar a Guatemala l'any 1688 com a acòlit i va començar a aprendre el quitxé. Havent acabat el noviciat, el 1691 va ser enviat a San Juan Sacatepéquez i més tard a San Pedro de las Huertas, barri indígena d'Antigua Guatemala, on va aprendre també el kaqtxikel. El desembre dle 1693, Ximénez fou elevat al càrrec de capellà doctriner i va quedar encarregat de l'ofici durant deu anys. El 1701, així i tot, fou transferit a Chichicastenango, on es creu que també va aprendre-hi la llengua indígena d'aquella zona. El 1704 va ser nomenat capellà de Rabinal, i el 1705 vicari i predicador general fins al 1714.
El 1717 l'ermita de Candelaria, a Antiga Guatemala, va ser destruïda per un terratrèmol, i Ximénez fou el promotor de la reconstrucció del temple, localitzat al barri on també hi havia el convent de Sant Domènec dels dominics.

## Escrits i traduccions

### El Popol Vuh
S'ha teoritzat que la primera versió del Popol Vuh fou una obra escrita l'any 1550 per un indígena que, després d'aprendre a escriure amb caràcters llatins, va capturar i escriure la recitació oral d'un ancià. Però aquest hipotètic autor «no revela mai la font de la seva obra escrita i invita el lector a creure el que vulgui des de la primera pàgina», la qual va utilitzar Ximénez per fer la traducció del llibre al castellà.
Ximénez va transcriure i traduir el text en columnes paral·leles en quitxé i en castellà i més tard va fer una versió en prosa que ocupa els primers quaranta capítols del primer volum de la seva Història de la província de Sant Vicent de Chiapa i Guatemala que va començar a escriure el 1715. Els treballs de Ximénez es van quedar arxivats al convent de Sant Domènec fins al 1830, quan es van traslladar a l'Escola de Ciències de Guatemala després de l'expulsió dels dominics dels estats de la Federació Centreamericana. El 1854 els va trobar Karl Scherzer, qui el 1857 va publicar el primer tallat de Ximénez a Viena amb el títol Les històries de l'origen dels indis en aquesta província de Guatemala. Per la seva part, l'abat Charles Étienne Brasseur de Bourbourg va emportar-se l'escrit original de la universitat, el portà a Europa i el va traduir al francès. El 1861 va publicar un volum titulat Popol Vuh, le livre sacré et les mythes de l'antiquité américaine. Va ser ell qui va forjar el nom Popol Vuh.
Al segle xx. la traducció de Ximénez va ser revisada per tot d'estudiosos, qui van determinar que Ximénez va introduir moltes inexactituds, a més davant la impossibilitat d'efectuar un examen detallat de les traduccions que va fer Ximénez del Popol Vuh, van concloure que les traduccions són molt infidels i que el frare va ometre un gran percentatge del text. Les apreciacions es van basar en una anàlisi comparativa que es va realitzar a les primeres 1.180 línies del llibre amb les dues versions en castellà del frare. L'anàlisi va posar de manifest que, amb el poc coneixement de la llengua quitxé que tenia Ximénez, no va poder evitar desfigurar l'obra en copiar-la.  Els experts també assenyalen que el Popol Vuh és un llibre dissenyat i executat amb conceptes occidentals perquè la seva unitat de composició és tal que dona peu a postular un sol recol·lector de les narracions. Cal tenir en compte que el llibre va ser utilitzat per Ximénez per evangelitzar els indígenes.